# Cowarts
Cowarts ist ein Ort im Houston County, Alabama, USA. Die Gesamtfläche des Ortes beträgt 18,8 km². 

## Politik
Am 9. November 2007 ertrank der 71-jährige Bürgermeister Henry Ellis Johnston von Cowarts nach einem Schlaganfall im Olympia Spa in Dothan.

## Demographie
Nach einer Schätzung aus dem Jahr 2006 hatte Cowarts 1604 Einwohner, die sich auf 603 Haushalte und 469 Familien verteilten. Die Bevölkerungsdichte betrug somit 84,7 Einwohner/km². 84,93 % der Bevölkerung waren weiß, 12,35 % afroamerikanisch. In 32,3 % der Haushalte lebten Kinder unter 18 Jahren. Das Durchschnittseinkommen eines Haushaltes betrug 36.688 Dollar, wobei 13,1 % der Bevölkerung unterhalb der Armutsgrenze lebten.